# هيلتون إليوت
هيلتون إليوت (بالإنجليزية: Hilton Elliott)‏ هو سياسي أسترالي، ولد في 15 يونيو 1885، وتوفي في 28 أبريل 1960. انتخب عضو الجمعية التشريعية نيو ساوث ويلز.